# Guany de bucle

Un diagrama de blocs d'un amplificador electrònic amb retroalimentació.

En l'electrònica i la teoria dels sistemes de control, el guany del bucle és la suma del guany, expressat com una relació o en decibels, al voltant d'un bucle de retroalimentació. Els bucles de retroalimentació s'utilitzen àmpliament en electrònica en amplificadors i oscil·ladors, i més generalment en sistemes de control industrial electrònics i no electrònics per controlar plantes i equips industrials. El concepte també s'utilitza en biologia. En un bucle de retroalimentació, la sortida d'un dispositiu, procés o planta es mostreja i s'aplica per alterar l'entrada, per controlar millor la sortida. El guany del bucle, juntament amb el concepte relacionat de canvi de fase del bucle, determina el comportament del dispositiu i, en particular, si la sortida és estable o inestable, cosa que pot provocar una oscil·lació. La importància del guany de bucle com a paràmetre per caracteritzar els amplificadors de retroalimentació electrònica va ser reconeguda per primera vegada per Heinrich Barkhausen el 1921, i va ser desenvolupada per Hendrik Wade Bode i Harry Nyquist als laboratoris Bell als anys trenta.A la dreta es mostra un diagrama de blocs d'un amplificador electrònic amb retroalimentació negativa. El senyal d'entrada s'aplica a l'amplificador amb guany A de bucle obert i s'amplifica. La sortida de l'amplificador s'aplica a una xarxa de retroalimentació amb guany β i es resta de l'entrada a l'amplificador. El guany del bucle es calcula imaginant que el bucle de retroalimentació es trenca en algun moment i calculant el guany net si s'aplica un senyal. Al diagrama mostrat, el guany del bucle és el producte dels guanys de l'amplificador i la xarxa de retroalimentació, −Aβ. El signe menys és perquè el senyal de retroalimentació es resta de l'entrada.
Els guanys A i β, i per tant el guany del bucle, generalment varien amb la freqüència del senyal d'entrada i, per tant, solen expressar-se en funció de la freqüència angular ω en radians per segon. Sovint es mostra com un gràfic amb la freqüència de l'eix horitzontal ω i el guany de l'eix vertical. En els amplificadors, el guany de bucle és la diferència entre la corba de guany de bucle obert i la corba de guany de bucle tancat (en realitat, la corba 1/β) a una escala dB.